# 棫林之战
棫林之战，公元前559年（周灵王十三年，鲁襄公十四年，晋悼公十四年，秦景公十八年），在秦晋交兵中，晋国、鲁国、卫国、郑国、齐国、宋国、曹国、莒国、邾国、滕国、薛国、杞国、小邾国等十三国联合进攻秦国的作战。
前559年四月，为了报复栎之战，晋国荀偃联合鲁国叔孙豹、卫国北宫括、郑国公孙虿、齐国崔杼、宋国华阅、仲江、曹国、莒国、邾国、滕国、薛国、杞国、小邾国十二国联军伐秦，晋悼公在国境内等待，让六卿率诸侯军队前进。到达泾水，诸侯联军不肯渡河。叔向来见叔孙豹，叔孙豹赋诗《匏有苦叶》。叔向准备船只，鲁人、莒人先渡河。宋国、齐国军队不愿意渡河，郑国子蟜（公孙虿）、卫国北宫懿子（北宫括）去见诸侯的军队而劝他们渡河，军队渡过泾水后驻扎。秦国人在泾水上游放毒，诸侯的军队很多人中毒死去。郑国司马子蟜率领郑军前进，联军跟上，到达棫林（今陕西省华阴市华州区东），不能让秦国屈服讲和。荀偃命令说：“鸡鸣驾车，填井平灶，你们唯我马首是瞻。”下军将栾黡不同意，于是撤退。晋国下军跟随他回去。左史问下军佐魏绛说：“不等中军将中行伯（荀偃）了？”魏绛说：“中行伯命令我们跟从主帅，我的主帅是栾黡，跟从主帅，也就是听中行伯的。”荀偃知道后，就命令全军撤退。晋国人称这次战役为迁延之役。栾黡的弟弟栾鍼觉得这次战役，没有报复栎地的战败。于是和士鞅冲入秦军中间，战死，士鞅回来。栾黡是士匄的女婿、士鞅的姐夫，他责备士鞅的父亲士匄：“我兄弟栾鍼不想去，你儿子士鞅叫他去。我兄弟战死，你儿子回来，这是你儿子杀了我兄弟。如果不赶走士鞅，我也要杀死士鞅。”士鞅逃亡到秦国。前549年，晋平公派韩起到秦国结盟，秦景公也派后子鍼到晋国结盟，但双方存在分歧，同意罢兵休战而未结盟。前547年，秦国再派后子鍼到晋国重新结盟。